# Université d'État d'Emporia
Pour les articles homonymes, voir ESU.
L'université d'État d'Emporia (en anglais : Emporia State University ou ESU) est une université américaine située à Emporia dans le Kansas.

## Anciens élèves notables
- Al Feuerbach, athlète américain

## Source
- (en) Cet article est partiellement ou en totalité issu de l’article de Wikipédia en anglais intitulé « Emporia State University » (voir la liste des auteurs).